# Purana Qila

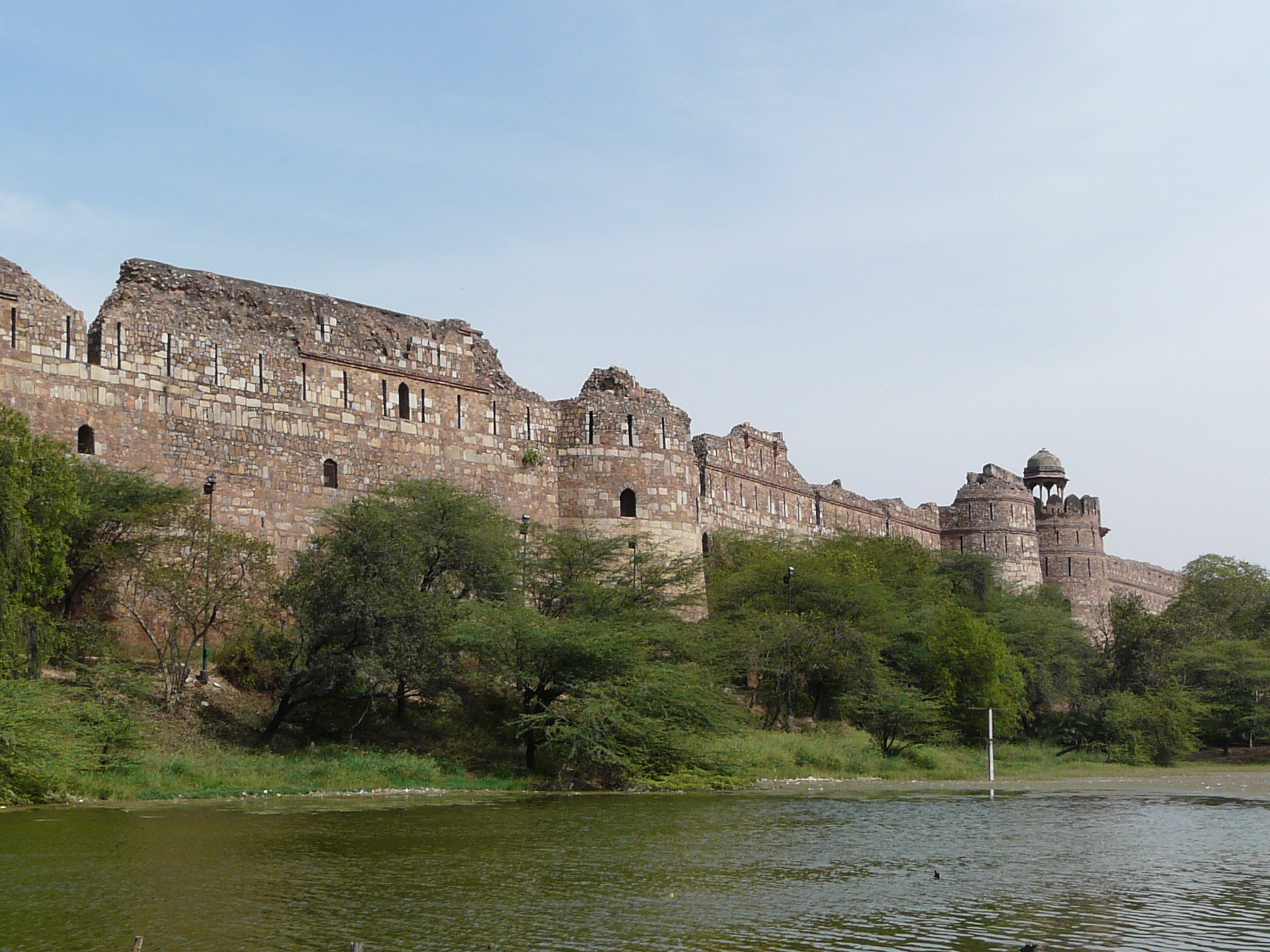
Les remparts du vieux fort.

Purana Qila (hindi : पुराना क़िला, ourdou : پُرانا قلعہ, « le vieux fort »), est le plus vieux fort de Delhi. Structure la plus ancienne de la ville, on pense qu'il a été construit il y a près de 5 000 ans par les Pandavas sur le site d'Indraprastha. Cependant, l'histoire des Pandava relève de la légende et les origines du fort restent méconnues, même si l'on sait que le site a été continuellement habité depuis plus de 3000 ans,. L'histoire du fort est d'autant plus incertaine qu'il a été en grande partie reconstruit au XVIe siècle par Humâyûn puis par le chef afghan Sher Shâh Sûrî, bien qu'on ne sache pas avec certitude les apports des deux dirigeants.

## Histoire
Selon la légende, le fort a été bâti il y a 5 000 ans par les Pandava, et faisait partie de leur capitale Indraprastha. Cette théorie est étayée par la présence dans le fort jusqu'en 1913 d'un village nommé Indrapat ; elle reste cependant très discutable au vu de nos connaissances limitées sur ce peuple.
En 1533, Humâyûn décide de bâtir sa nouvelle capitale, Din Panah, sur le site du fort et commence à reconstruire ce dernier en 1535. Cependant, celui-ci est renversé en 1540 par Sher Shâh Sûrî, qui détruit Din Panah mais continue la reconstruction de la citadelle (qu'il renomme Shergarh) en ajoutant quelques éléments au complexe, comme la mosquée Qila-i-Kuhna. Cette période de l'histoire du fort est assez trouble, et on ne sait pas vraiment qui a construit quoi. On considère généralement qu'après avoir posé les fondations de sa ville, Humâyûn n'aurait pas eu le temps de véritablement commencer la construction des monuments qui composaient le fort. Sa capitale ayant été détruite par Sher Shâh, il est difficile de savoir dans quel état se trouvaient les constructions que Humâyûn était supposé avoir commencé. La possibilité que les merveilles architecturales du fort aient été construites ex nihilo par Sher Shah n'est donc pas à exclure.
Le fort est repris en 1555 des mains du chef Afghan par Humâyûn, qui meurt un an plus tard après être tombé de l'escalier du Sher Mandal. Le fort acquiert dès lors la réputation de porter malheur à son occupant, ce qui poussera Shâh Jahân à construire un nouveau fort à Delhi.
Pendant la partition des Indes, le fort servait de refuge aux musulmans qui désiraient émigrer au Pakistan. En septembre 1947, ce sont ainsi plus de 150 000 musulmans et 12 000 fonctionnaires qui trouvèrent refuge dans la forteresse.

## Architecture

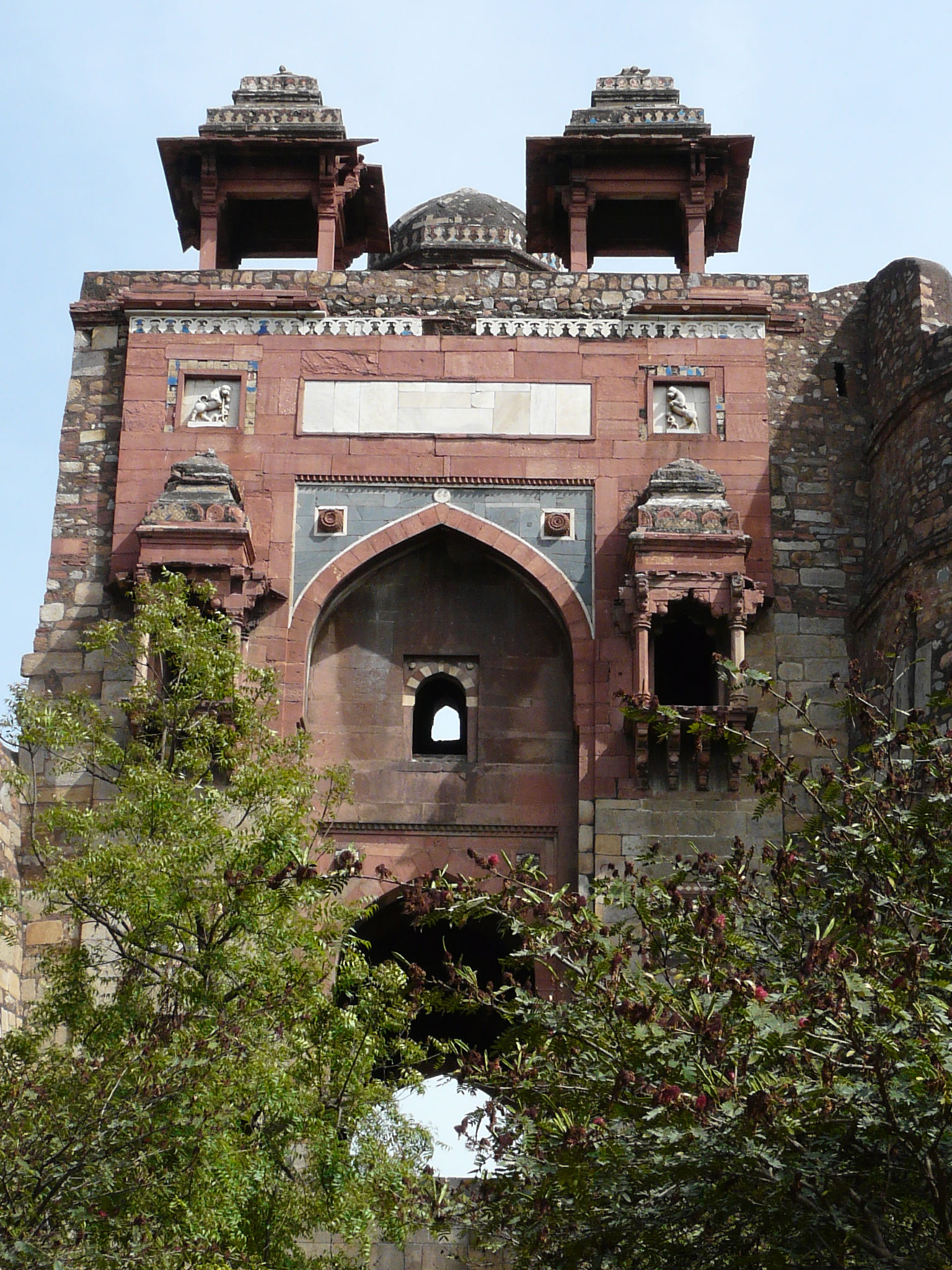
Talaqi Darwaza.

Le fort est un exemple unique de l'architecture lodi et comporte des éléments issus des styles islamiques, indiens, et afghans. La forteresse, entourée par des remparts hauts de 18 mètres et longs de 1 500, est gardée par trois portes voûtées : à l'ouest se trouve la Bara Darwaza (grande porte), au sud la porte dite de "Humâyûn" (appelée ainsi car elle donne sur sa tombe) et enfin au nord se trouve la Talaqi Darwaza (porte interdite). Les portes sont des structures en grès à deux étages, protégées par des bastions semi-circulaires et décorée avec du marbre blanc ainsi que des tuiles bleues. Celles-ci sont ornées de jharokha (sorte de balcon en saillie) et surmontées de chhatris, ce qui n'est pas sans rappeler l'architecture du Rajasthan. 
À l'origine, le fort était entouré par des douves, dont il ne reste qu'un petit bassin où l'on peut louer des pédalos. Aujourd'hui, il ne reste du fort que ses trois portes, un bâoli profond de 22 mètres, un hammam, la mosquée Qila-i-Kuhna et le Sher Mandal.

### Mosquée Qila-i-Kuhna

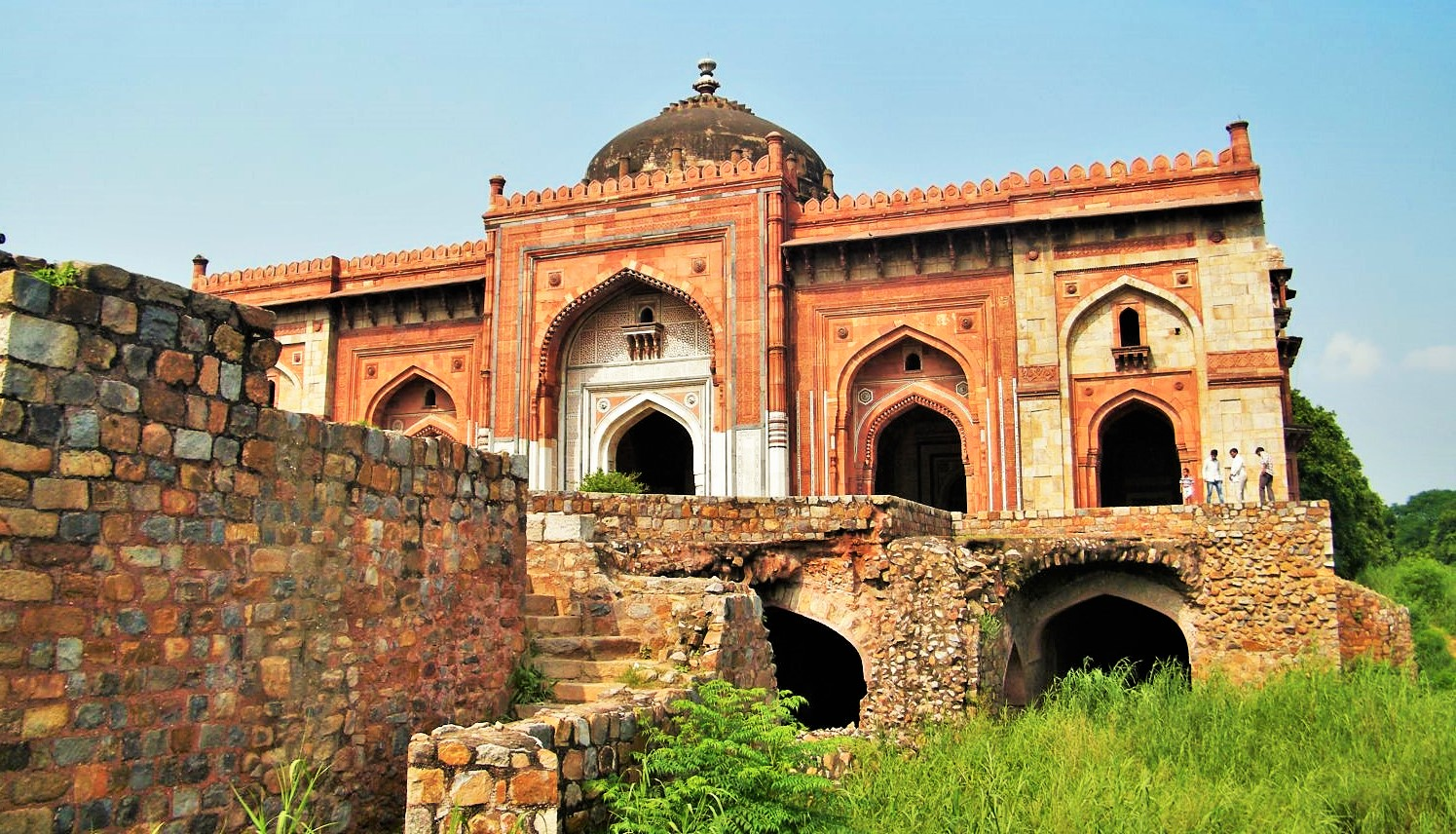
Mosquée Qila-i Kuhna.

Cette mosquée, construite en 1541 par Sher Shâh dans un mélange de grès et de marbre, est un excellent exemple de l'architecture pré-moghole, qui commence alors à utiliser des arches pointues, élément qui sera repris dans le style moghol.

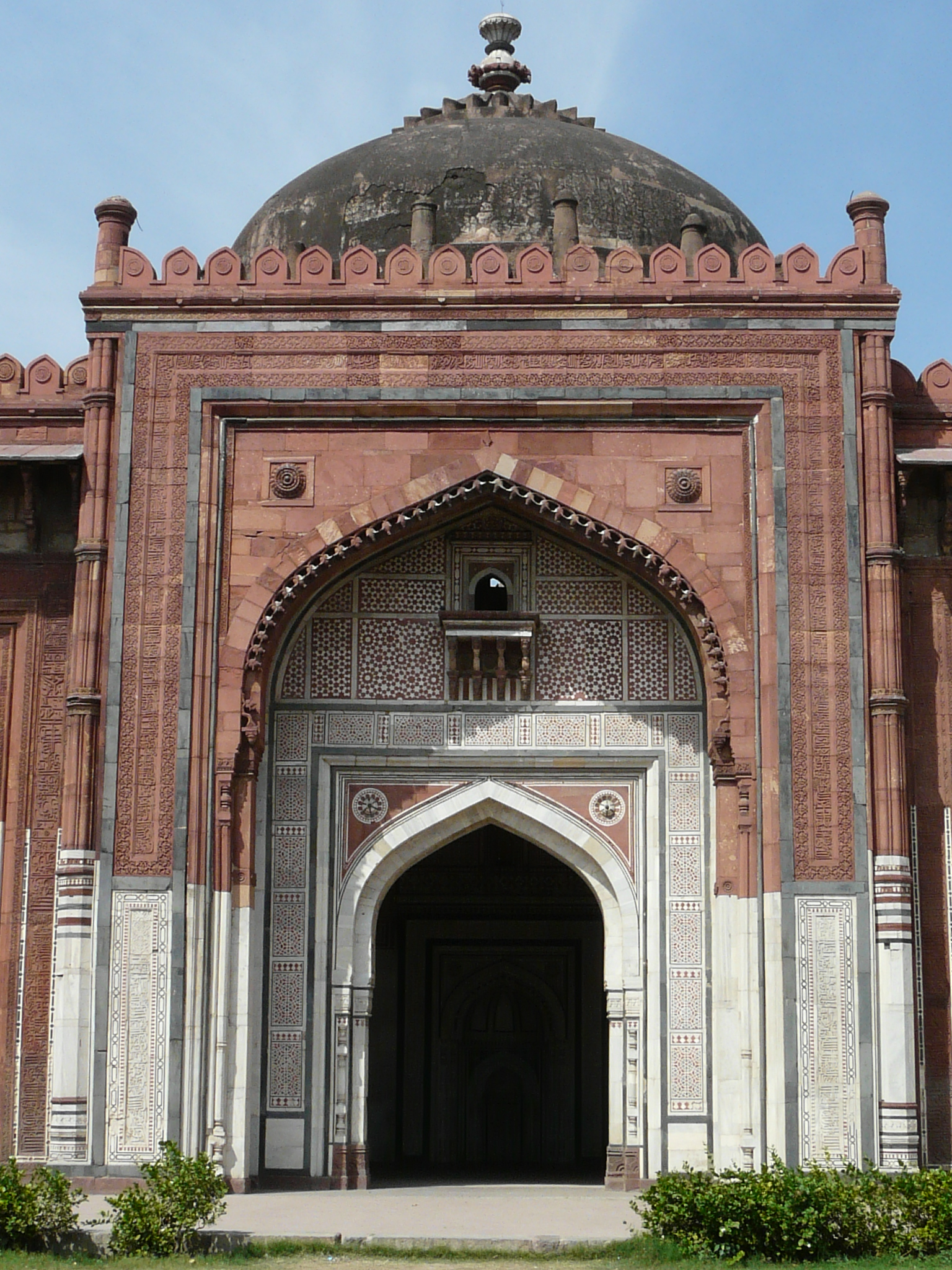
L'iwan marque la transition architecturale de cette époque.

 Le marbre rouge et blanc ainsi que la présence de tablettes pour la calligraphie dans l'iwan central marque la transition entre le style lodi et le style moghol. Cet édifice religieux est une jâmi, c'est-à-dire une grande mosquée où se réunissaient le vendredi le sultan et ses courtisans. La salle de prière mesure 51 mètres sur 15 et comprend cinq mihrabs en forme de voûte. Un second étage permettait aux courtisanes d'aller prier, même si le mur ouest, orné de jharokha, était réservé à la famille royale. Au centre de la mosquée se trouvait jadis une petite fontaine ainsi qu'une dalle en marbre où l'on peut toujours lire « Tant qu'il y aura des hommes sur Terre, que cette mosquée continue à être fréquentée et que ses fidèles y soient heureux ».

### Sher Mandal
Cette tour octogonale en grès rouge servait d'observatoire et de bibliothèque à Humâyûn, qui, après avoir repris le fort des mains de Sher Shâh Sûrî, acheva la construction initiée par son père Bâbur et continuée par Sher Shâh. C'est l'un des premiers observatoires de Delhi. Un escalier très abrupt mène à un chhatri octogonal supporté par huit piliers et décoré avec du marbre blanc dans un pur style moghol. Cet escalier est d'ailleurs responsable de la mort d'Humâyûn, qui mourut deux jours après avoir glissé sur ses marches. À l'intérieur de la tour on peut encore deviner la présence d'étagères en pierre, où le souverain rangeait ses livres. Cependant l'accès à la bibliothèque est aujourd'hui interdit.

## Galerie

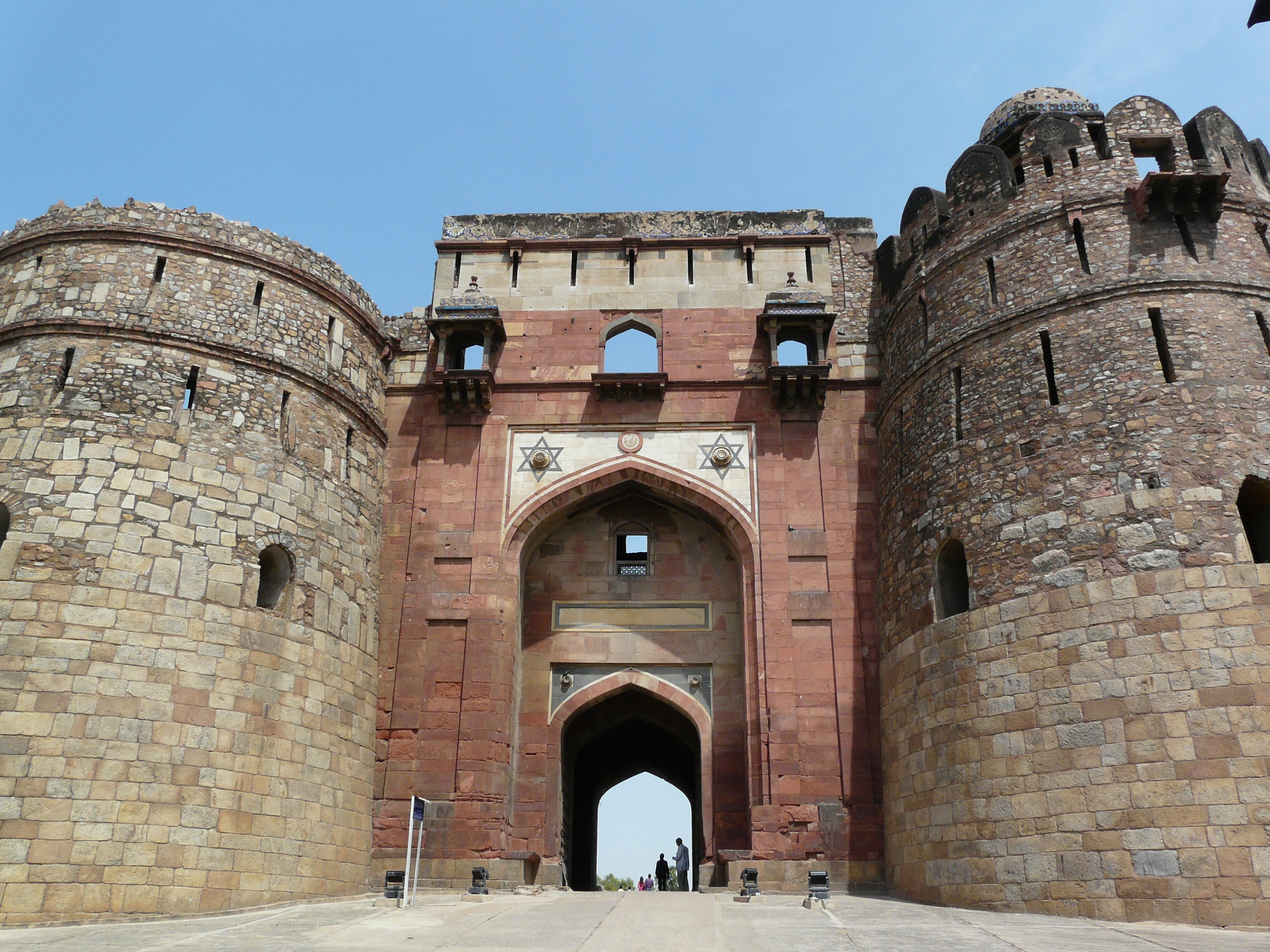
Bara Darwaza, la porte ouest, vue depuis l'entrée principale
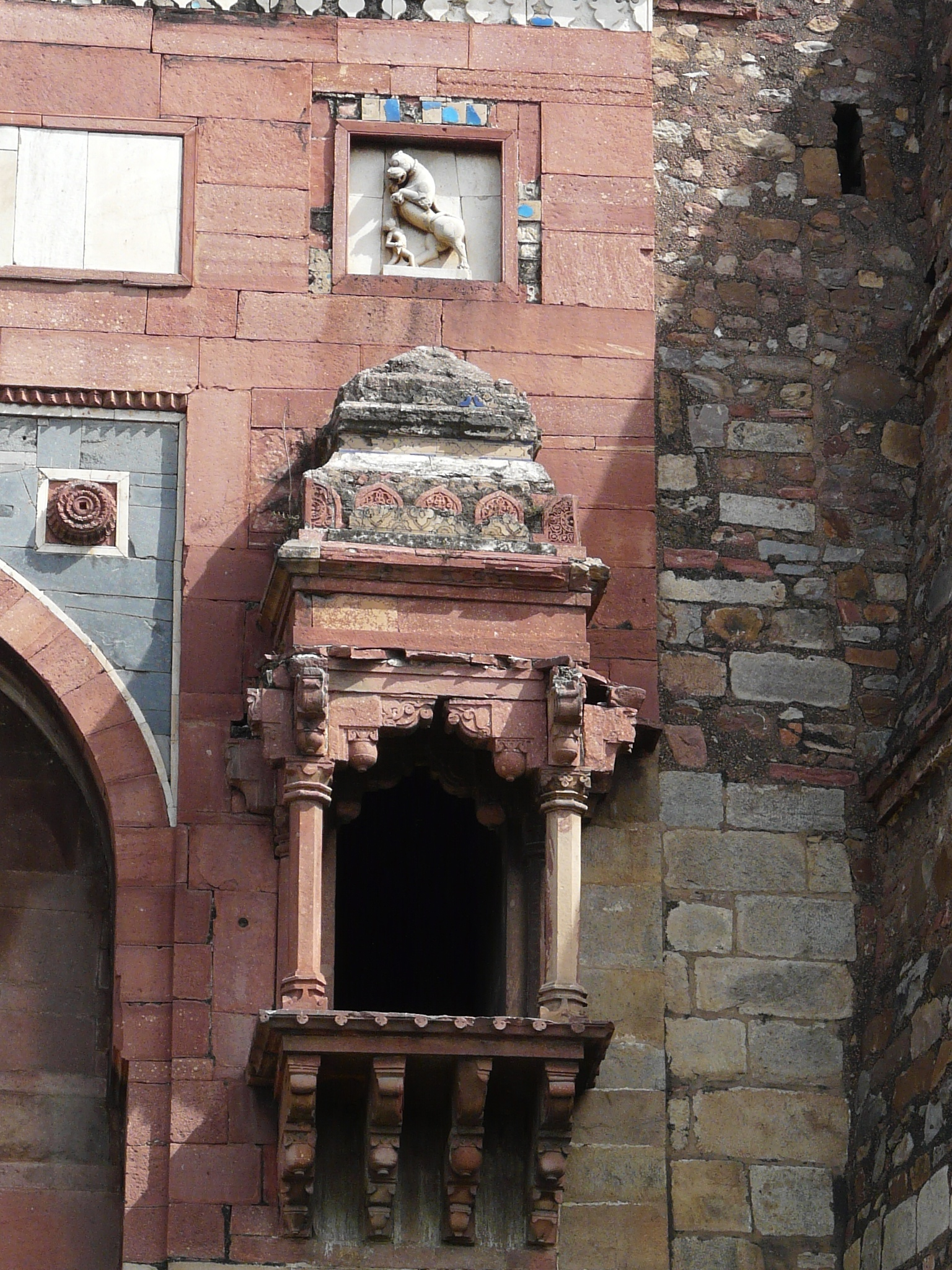
Jharokha de la porte nord
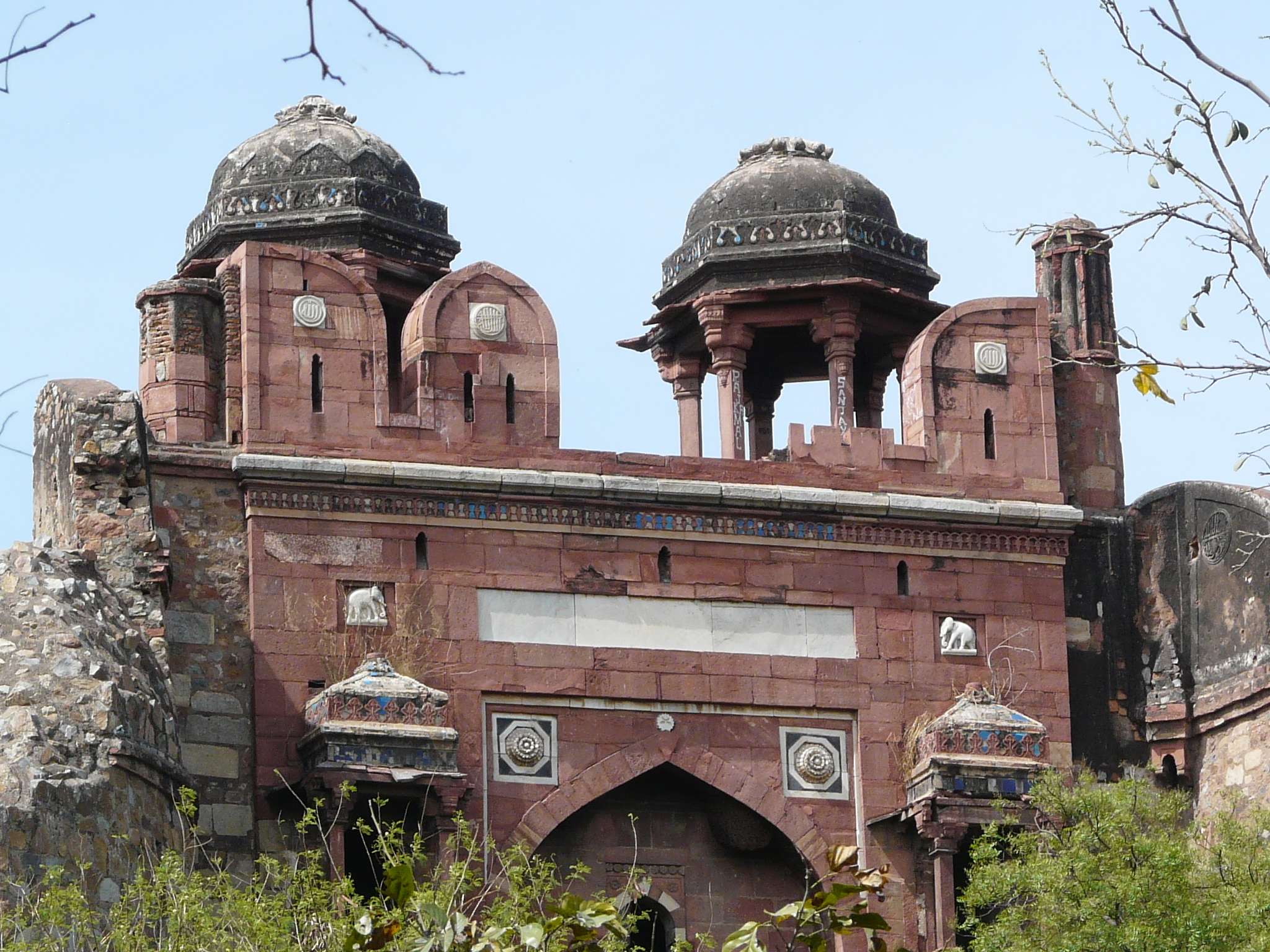
Porte sud
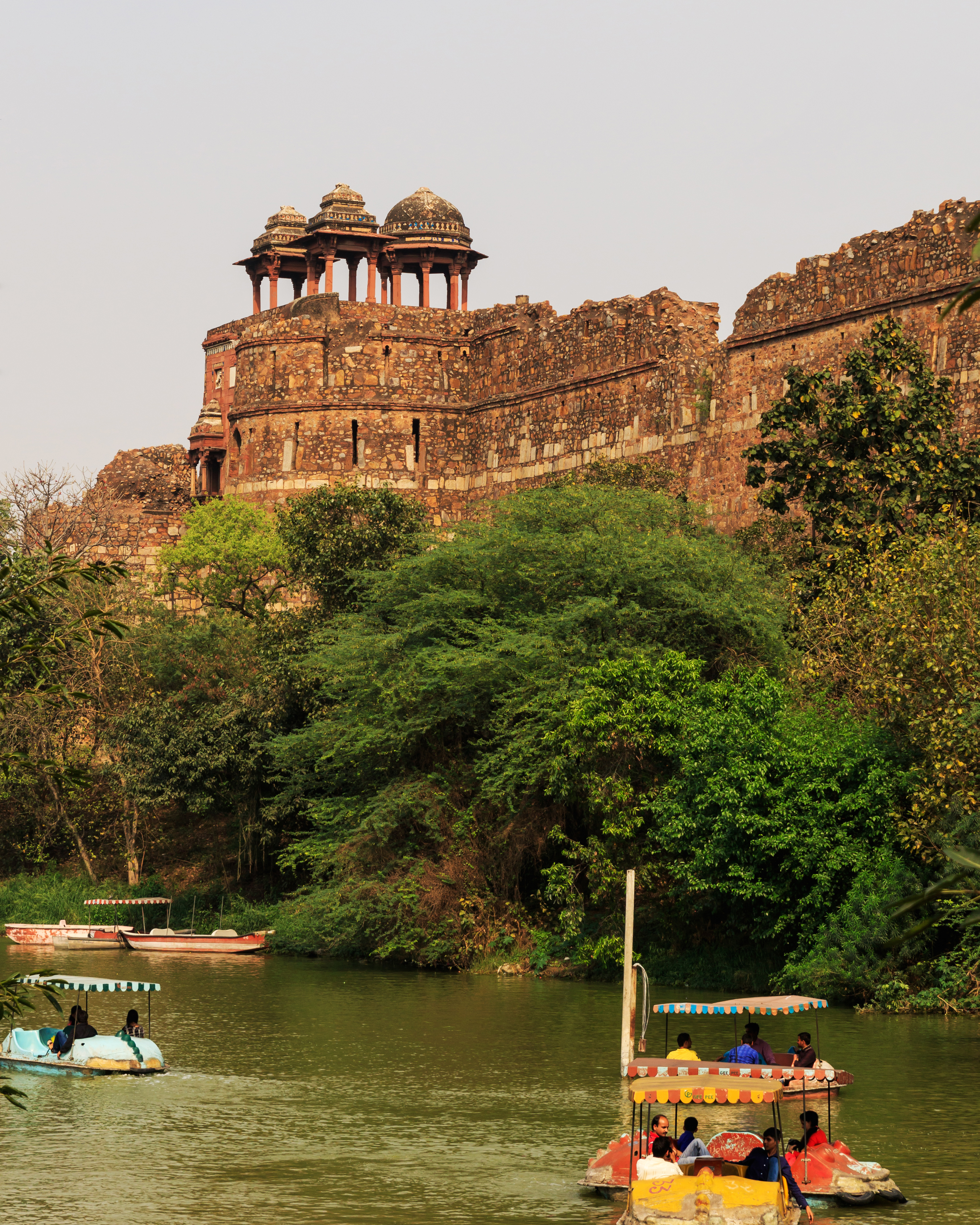
Lac à l'extérieur du fort
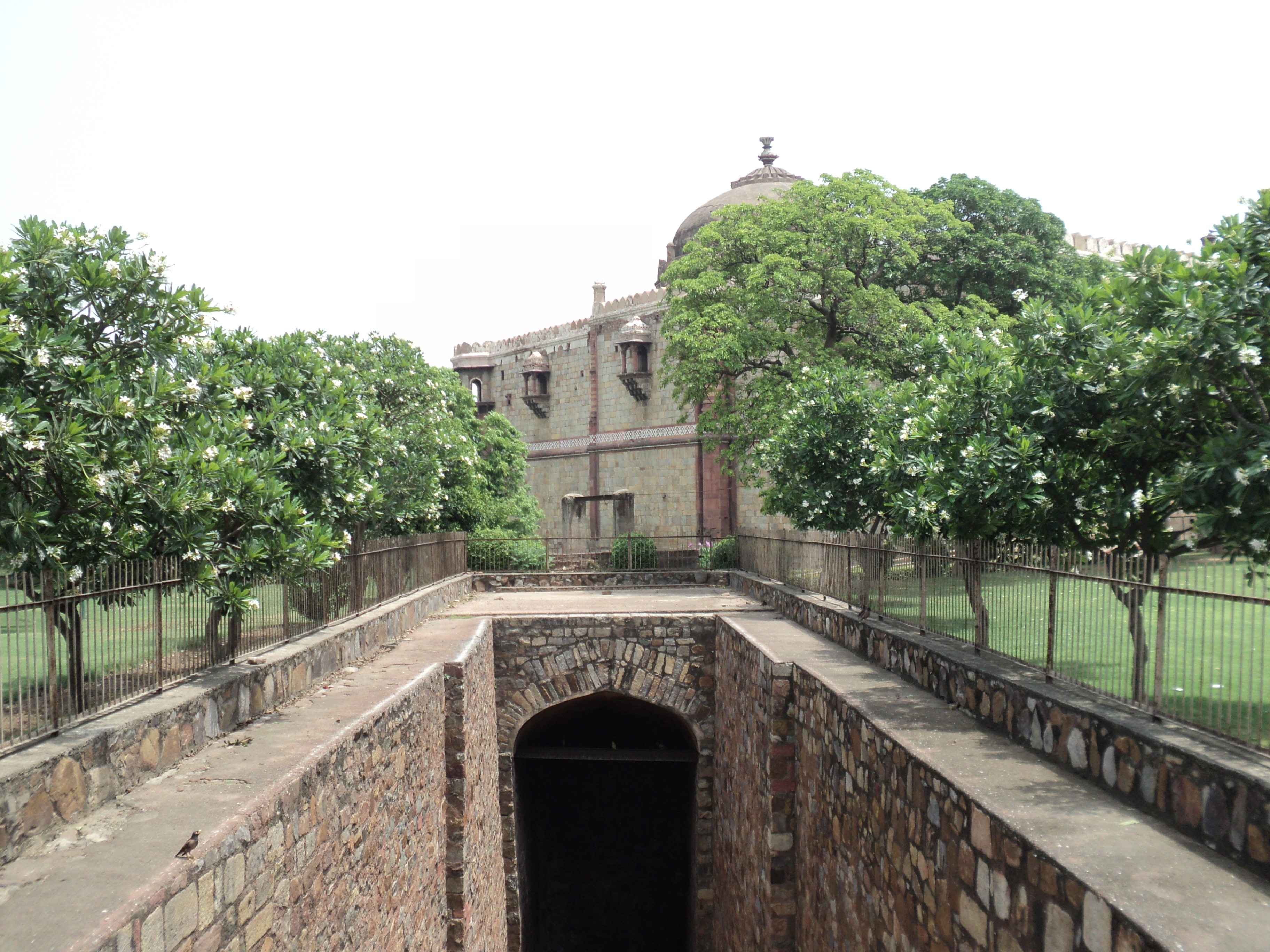
Bâoli
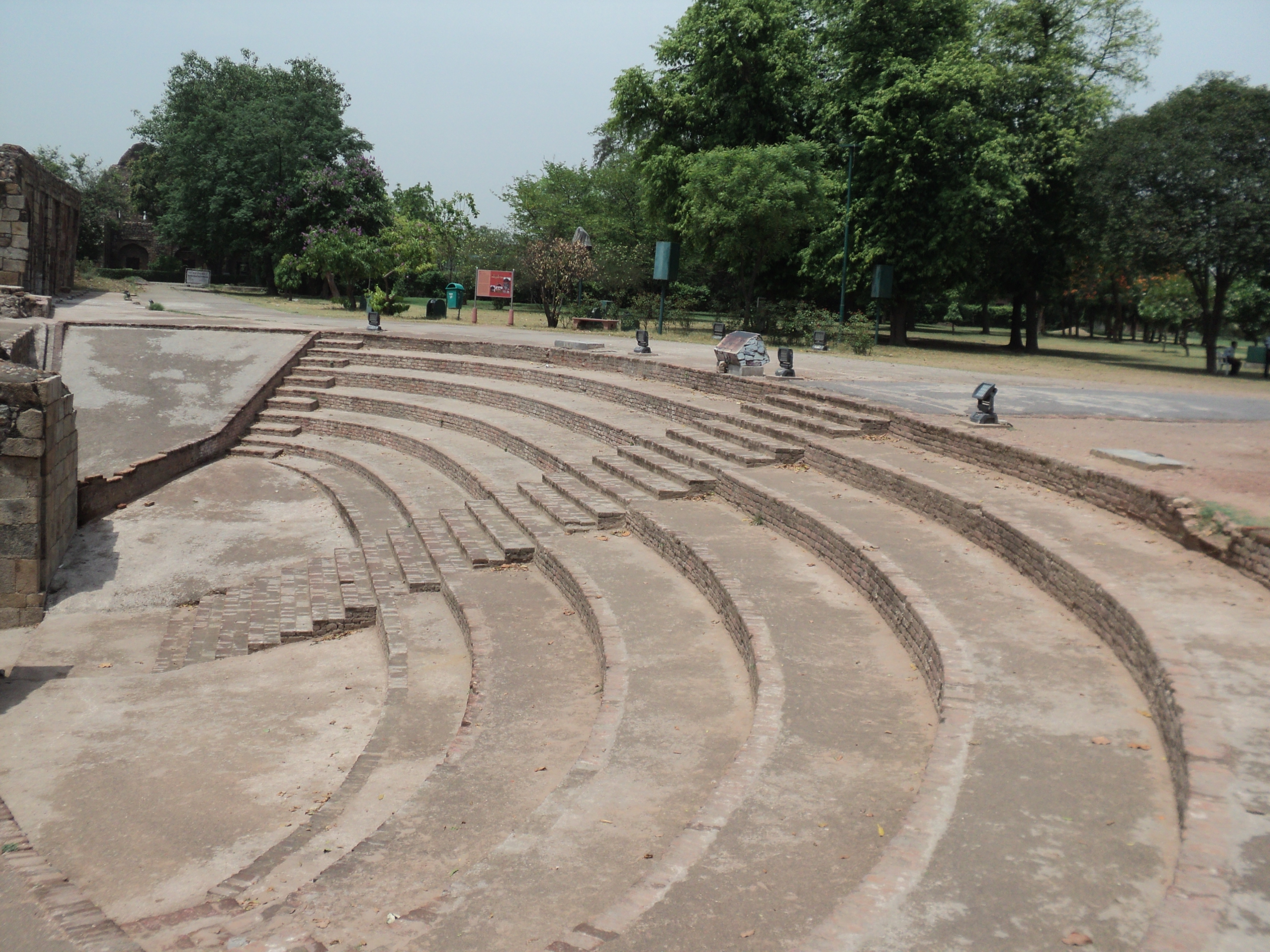
Restes des remparts extérieurs
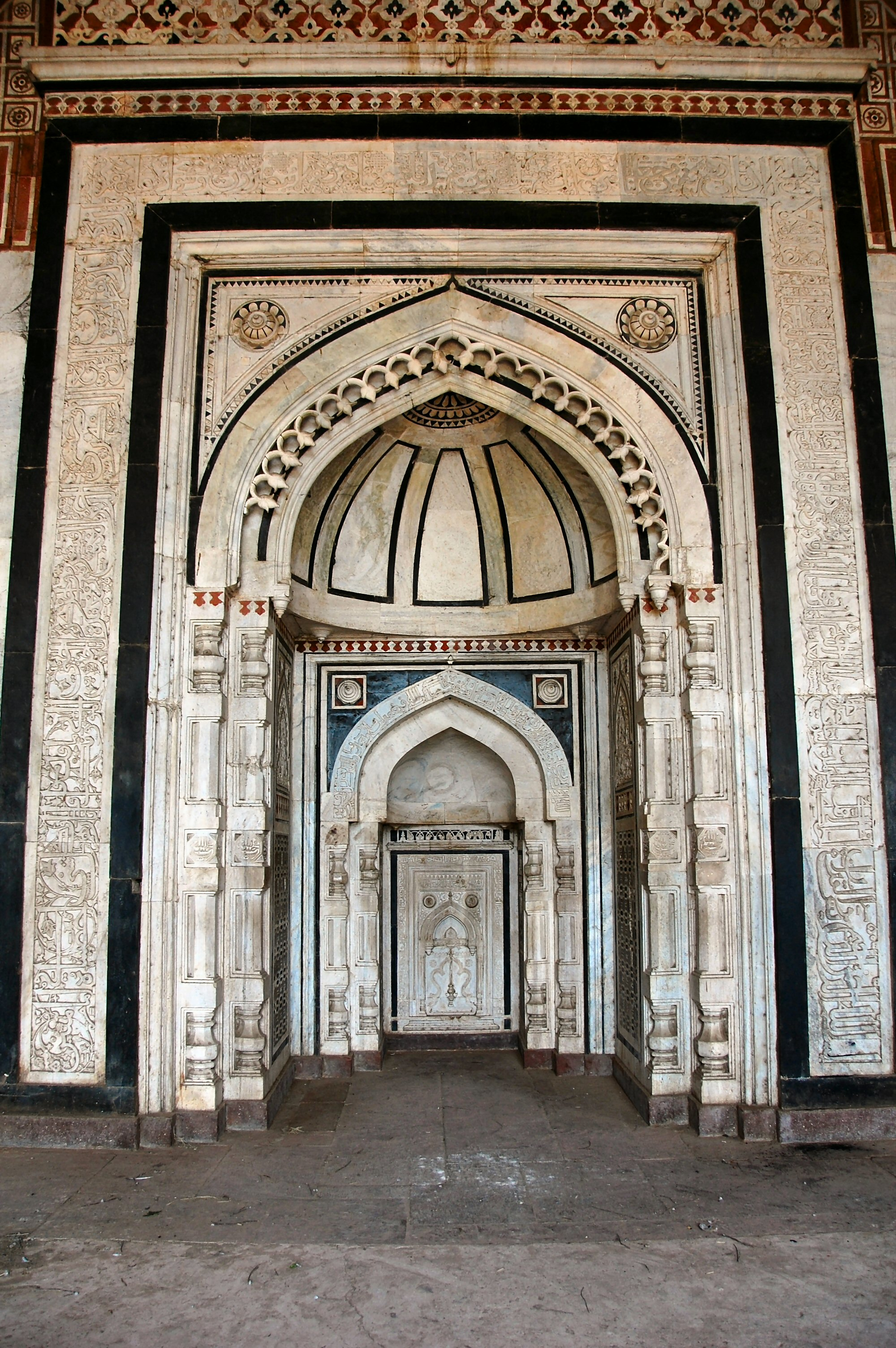
Mihrab de la mosquée
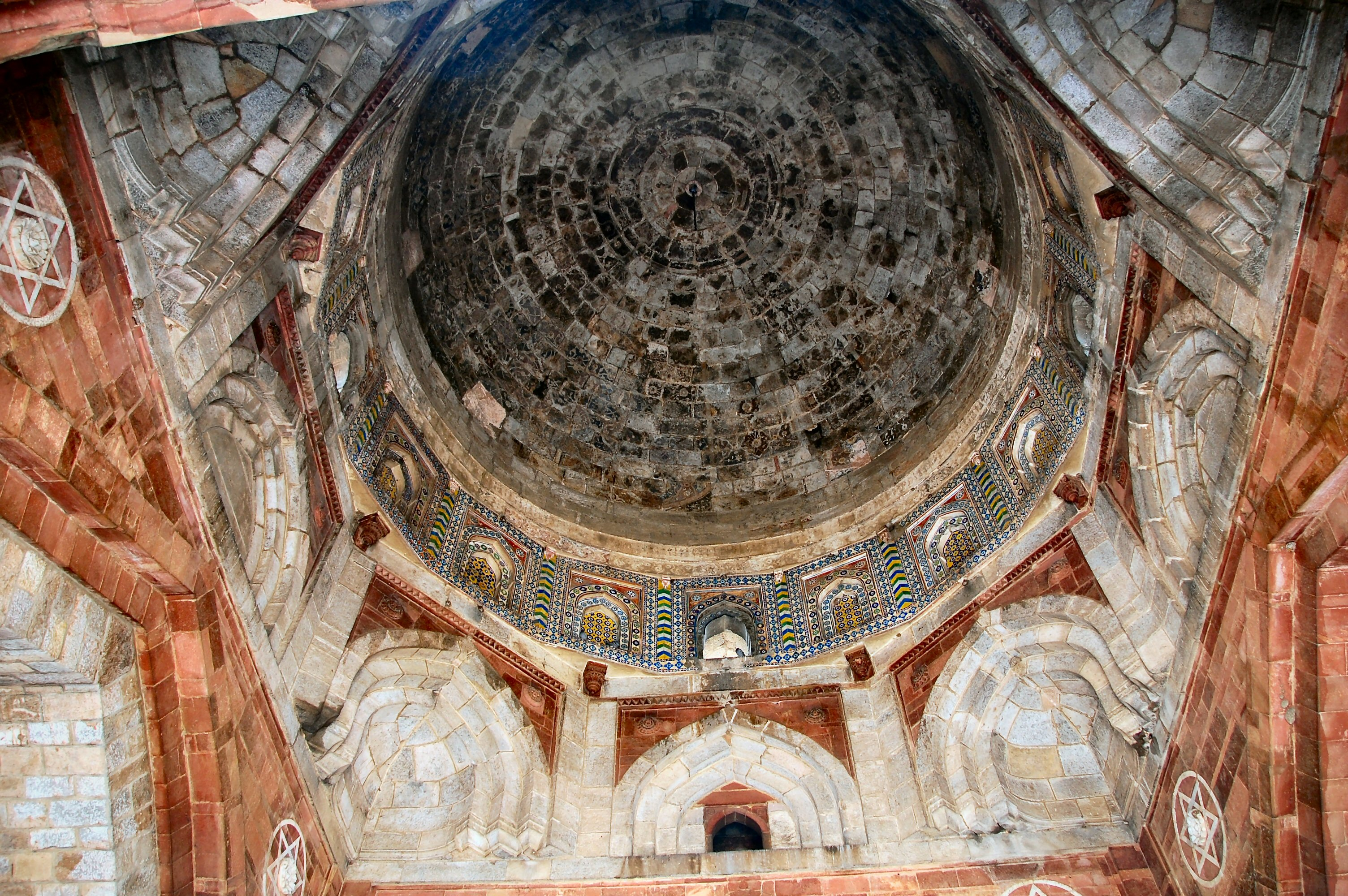
Dôme à l'intérieur de la mosquée
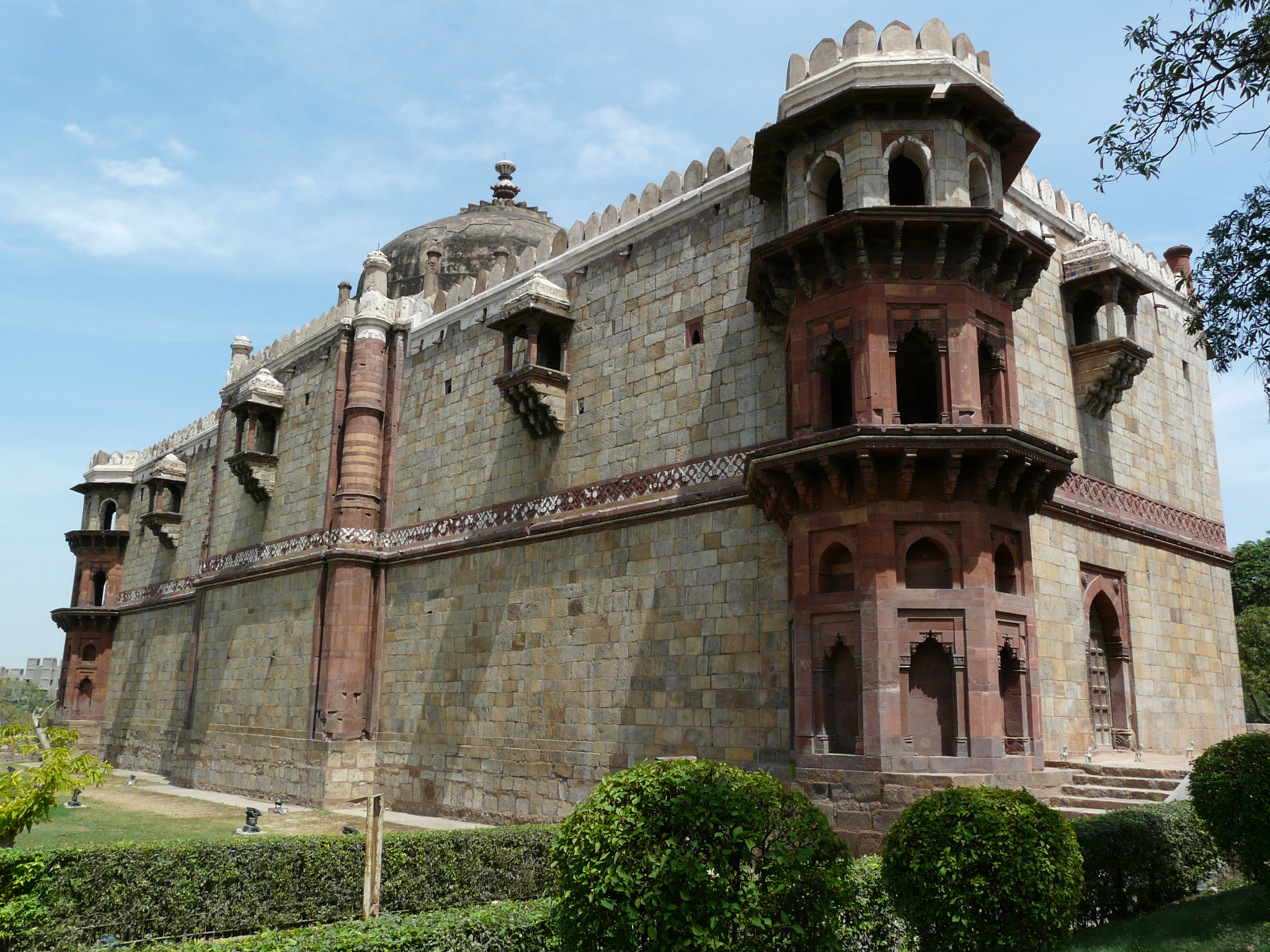
Arrière de la mosquée Qila-i-Kuhna
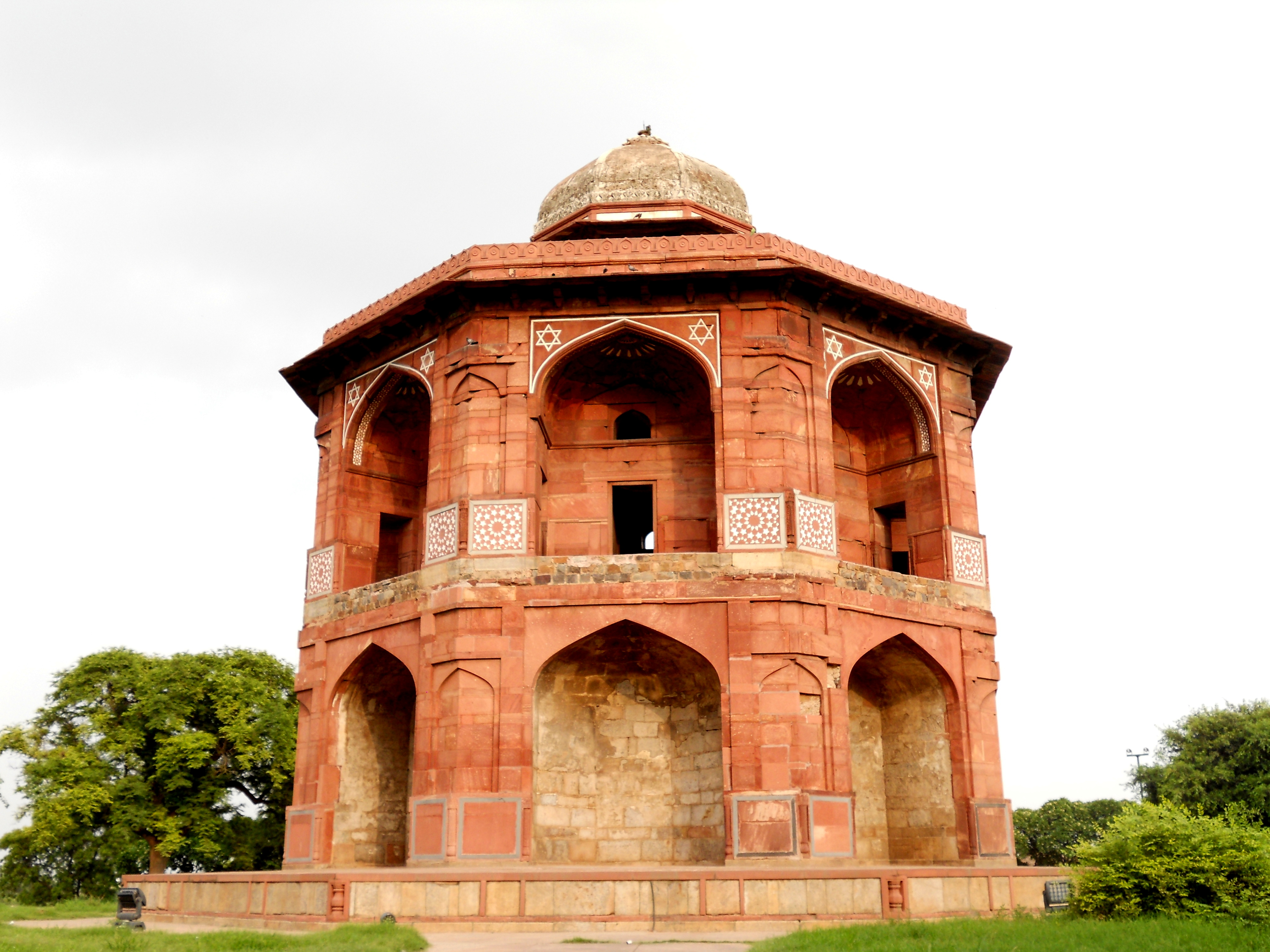
Sher Mandal